# Geomysaprinus saulnieri
Geomysaprinus saulnieri är en skalbaggsart som beskrevs av Kovarik, Verity in Kovarik, Verity och Mitchell 1999. Geomysaprinus saulnieri ingår i släktet Geomysaprinus och familjen stumpbaggar. Inga underarter finns listade i Catalogue of Life.